# Ana (esposa de Artabasdo)
Anna (fl. 715-773) era la esposa de Artabasdo, chambelán de su padre, el emperador bizantino León III. Su marido se hizo brevemente con el poder en Constantinopla, poco después del ascenso al trono del otro hijo de León, y por consiguiente hermano de Ana, Constantino V, en el año 741.
Su madre fue María de Bizancio. Además de Constantino, tenían dos hermanas: Irene y Kosmo. Sus nombres y lugar de entierro fueron registrados en De Ceremoniis por Constantino VII. Sin embargo, no se sabe nada más de ellos.

## Matrimonio
El trono del Imperio bizantino era inestable a principios de la década de 710. Justiniano II había sido depuesto del trono en el 710 y ejecutado un año después. Su deposición, tras el también asesinato de su heredero Tiberio, fue seguida por los breves reinados de Filípico (711-713), Anastasio II Artemio (713-715) y Teodosio III (715-717). Los tres fueron elevados al trono después de golpes de estado por facciones del ejército bizantino.
En estas condiciones, dos comandantes militares se buscaron como aliados. Según la crónica de Teófanes el Confesor, León el Isaurio, estratego del Thema Anatólico, y Artabasdo, estratego del estrategas del Thema Armeniaco, formaron una alianza en 715. Su objetivo era la eventual deposición de Teodosio III y la elevación de León al trono. La alianza se selló con el compromiso matrimonial de la hija del primero, Ana, con el segundo.
Su revuelta se inició dos años después y tuvo éxito en sus dos objetivos declarados. El 25 de marzo de 717, León fue proclamado emperador en Hagia Sophia. Ana era en este punto un miembro de la nueva familia imperial. Su matrimonio con Artabasdo siguió a la exitosa elevación de su padre. Su esposo pronto fue nombrado curopalate  ("maestro del palacio") y komēs del Thema Opsiciano, mientras conservaba el control de su mando original.

## Emperatriz
Las políticas religiosas de León III dividieron el cristianismo calcedonio de su tiempo en iconoclastas e iconódulos. Con el emperador liderando el primer movimiento, se procesaba al segundo. León III el Isauriano murió el 18 de junio de 741. Fue sucedido por Constantino V, su único hijo conocido. Constantino también era iconoclasta y contaba con el apoyo de su facción. Por otro lado, Artabasdo reunió el apoyo de los iconódulos en preparación para una revuelta.
En junio de 741, o 742, Constantino estaba cruzando Asia Menor por una campaña contra el califato omeya bajo el mando de Hisham ibn Abd al-Málik en la frontera oriental. Las fuerzas de Artabasdo atacaron a su cuñado durante el curso de esta operación. Derrotado, Constantino buscó refugio en Amorio, una ciudad de Frigia, mientras el vencedor avanzaba sobre Constantinopla y era aceptado como emperador.
Artabasdo fue coronado emperador por el patriarca Anastasio de Constantinopla. Ana fue declarada Augusta y su hijo Nikephoros fue elevado a coemperador. Artabasdo se declaró a sí mismo el "Protector de los Santos Iconos" y buscó asegurarse en el trono. Su principal base de apoyo estaba formada por los thémas armeniaco, opsicio y la provincia de Tracia. Fue reconocido como emperador por los líderes religiosos iconódulos, incluido el papa Zacarías.
La guerra civil contra su cuñado duró unos dos años y terminó con la derrota de Artabasdo. La primera gran batalla tuvo lugar cerca de Sardes, en la región de Lidia, en mayo de 743. Un ejército dirigido por Niketas, otro hijo de Artabasdo (y cuya madre, aunque es imposible de determinar pudo no ser Ana), fue derrotado en agosto. Constantino se dirigió a Constantinopla y logró capturar la ciudad tres meses después. Artabasdo fue depuesto el 2 de noviembre de 743.

## Retiro
Teófanes registra que Constantino hizo encarcelar a Artabasdo, Nikephoros y Niketas primero y luego los sometió a humillación pública en el Hipódromo de Constantinopla. Los tres fueron luego cegados y exiliados al monasterio de Cora. Según el escrito de Vida de Miguel, el sincero:

Después de cegar al marido de su hermana Ana, el gobernante más ortodoxo Artabasdo, Constantino lo desterró con su esposa y sus nueve hijos al mencionado monasterio (de Cora, en las afueras de Constantinopla), después de haber convertido el monasterio en una casa de huéspedes.

Ana y otros siete de sus hijos, mencionados pero no nombrados, supuestamente los siguieron hasta su retiro monástico. Ana fue la cuidadora de su esposo y sus hijos hasta la muerte. Todos fueron finalmente enterrados en Cora. Treinta años después de la represión de la rebelión, según los informes, Constantino obligó a Ana a desenterrar los huesos de Artabasdo, colocarlos en su manto y arrojarlos a las llamadas tumbas de Pelagio, una fosas de cadáveres donde se arrojaban los restos de criminales ejecutados.
En algún momento, las reliquias del patriarca Germano I de Constantinopla fueron trasladadas a Cora y el monasterio se convirtió en un santuario para los mártires iconódulos.